# Mühldorf (distrito)
Mühldorf é um distrito da Alemanha, na região administrativa de Oberbayern, estado de Baviera.

## Cidades e Municípios
- Cidades:

1. Mühldorf
2. Neumarkt-Sankt Veit
3. Waldkraiburg

- Municípios:

1. Ampfing
2. Aschau
3. Buchbach
4. Egglkofen
5. Erharting
6. Gars
7. Haag in Obb
8. Heldenstein
9. Jettenbach
10. Kirchdorf
11. Kraiburg
12. Lohkirchen
13. Maitenbeth
14. Mettenheim
15. Niederbergkirchen
16. Niedertaufkirchen
17. Oberbergkirchen
18. Oberneukirchen
19. Obertaufkirchen
20. Polling
21. Rattenkirchen
22. Rechtmehring
23. Reichertsheim
24. Schönberg
25. Schwindegg
26. Taufkirchen
27. Unterreit
28. Zangberg